# Sergio Daniel Martínez
Pour les articles homonymes, voir Martínez.
Sergio Daniel Martínez Alzuri, dit Manteca (né le 15 février 1969 à Montevideo en Uruguay), est un footballeur uruguayen.

## Titres
| Saison        | Club         | Titre                                       |
| ------------- | ------------ | ------------------------------------------- |
| 1987          | Defensor     | Primera División Uruguaya                   |
| Apertura 1992 | Boca Juniors | Primera División Argentina                  |
| Apertura 1993 | Boca Juniors | Primera División Argentina, Meilleur buteur |
| 1993          | Boca Juniors | Copa de Oro                                 |
| 1995          | Uruguay      | Copa América                                |
| Clausura 1997 | Boca Juniors | Primera División Argentina, Meilleur buteur |
| 2000          | Nacional     | Primera División Uruguaya                   |
| 2001          | Nacional     | Primera División Uruguaya                   |